# Acroneuria abnormis
Acroneuria abnormis és una espècie d'insecte plecòpter pertanyent a la família dels pèrlids.

## Descripció
- Els mascles fan 25 mm de llargària i les femelles 42.
- Els adults es distingeixen de Acroneuria lycorias per l'absència de taques fosques al cap dins dels ocels disposats en triangle.
- Les femelles tenen la placa subgenital lleugerament arrodonida.[6]

## Reproducció
La seua longevitat és de tres anys a Saskatchewan: els ous es desclouen (els mascles abans que les femelles) poc després d'haver estat dipositats i les larves s'estableixen sota les pedres a prop d'un metre de fondària. Les nimfes es troben als rierols de fort corrent i els adults emergeixen des de finals del juny fins a mitjans del juliol en funció de la temperatura de l'aigua.

## Alimentació
Les nimfes són carnívores i es nodreixen d'altres petites nimfes d'insectes aquàtics.

## Distribució geogràfica
Es troba a Nord-amèrica: el Canadà (Alberta, Manitoba, Nova Brunswick, Terranova i Labrador, Ontario, Saskatchewan i el Quebec) i els Estats Units (Alabama, Colorado, Connecticut, Delaware, Florida, Geòrgia, Iowa, Illinois, Indiana, Kansas, Kentucky, Louisiana, Massachusetts, Maryland, Maine, Michigan, Minnesota, Mississipi, Montana, Carolina del Nord, Dakota del Nord, Nebraska, Nou Mèxic, Nova York, Ohio, Pennsilvània, Carolina del Sud, Dakota del Sud, Tennessee, Utah, Virgínia, Wisconsin, Virgínia Occidental i Wyoming).

## Estat de conservació
No es troba en perill d'extinció, tot i que és sensible a la contaminació.